# Unguator
Unguator – rodzaj miksera recepturowego stosowanego w farmacji do otrzymywania maści, kremów i czopków.
Urządzenie to jest rezultatem trwających od 1960 roku doświadczeń i badań nad mieszaniem substancji w układach zamkniętych. Prace pod kierownictwem niemieckiego farmaceuty Albrechta Konietzko doprowadziły do powstania Unguatora® oraz całego zestawu mieszadeł i pojemników używanych wraz z tym aparatem.